# Футбольный матч Япония — Ирак (1993)
Футбольный матч между сборными Японии и Ирака прошёл 28 октября 1993 года и был игрой последнего тура отборочного турнира к чемпионату мира 1994 года в зоне АФК. Игра прошла в катарской столице Дохе в присутствии 4 тысяч зрителей. Сборная Японии в этом матче должна была решить судьбу путёвки на чемпионат мира: победа позволила бы японцам впервые в своей истории попасть на турнир вне зависимости от результатов параллельных матчей, ничья же была допустима только при определённых раскладах в других встречах. Встречу судил швейцарский арбитр Серж Мументалер. Драматичный по своему содержанию матч завершился ничьей 2:2 — сборная Японии на последних секундах упустила победу, проиграв в итоге заочное противостояние со сборной Южной Кореи, которая и квалифицировалась на чемпионат мира в США; Япония заняла 3-е место в группе.
В японских СМИ событие получило название «Трагедия в Дохе» или «Агония в Дохе» (яп. ドーハの悲劇, До:ха но хигэки), а в южнокорейских СМИ, соответственно, этот матч стал известен как «Чудо в Дохе» (кор. 도하의 기적/도하의 奇跡, Доха-и-гичжок). Неудача сборной, которая была очень близка к историческому попаданию на чемпионат мира, стала одним из важнейших событий в истории японского футбола, и фразы «Класс Дохи» (яп. ドーハ組, До:ха гуми) и «Никогда не забывайте Доху» (яп. ドーハを忘れるな, До:ха о васурэру на) стали крылатыми в спортивной культуре страны. Тем не менее эта неудача не сломила руководство Японской футбольной ассоциации, которое продолжило развивать новообразованную профессиональную Джей-Лигу. В будущем её развитие позволило сборной квалифицироваться на чемпионат мира 1998 года и с тех пор не пропускать ни одного мирового первенства.

## Предыстория
В финальном раунде отборочного турнира к чемпионату мира выступали шесть сборных: Япония, Южная Корея, Саудовская Аравия, Ирак, Иран и КНДР. Все шесть команд сыграли друг против друга турнир в один круг в Дохе с 15 по 28 октября 1993 года. После четырёх туров положение в таблице было следующим:
| Команда           | О | И | В | Н | П | ЗГ | ПГ | РГ |
| ----------------- | - | - | - | - | - | -- | -- | -- |
| Япония            | 5 | 4 | 2 | 1 | 1 | 5  | 2  | 3  |
| Саудовская Аравия | 5 | 4 | 1 | 3 | 0 | 4  | 3  | 1  |
| Республика Корея  | 4 | 4 | 1 | 2 | 1 | 6  | 4  | 2  |
| Ирак              | 4 | 4 | 1 | 2 | 1 | 7  | 7  | 0  |
| Иран              | 4 | 4 | 2 | 0 | 2 | 5  | 7  | -2 |
| КНДР              | 2 | 4 | 1 | 0 | 3 | 5  | 9  | -4 |

По действовавшим правилам, за победу начислялось 2 очка, за ничью — 1 очко, за поражение очков не давали; в случае равенства очков на первое место выходила команда с лучшей разницей забитых и пропущенных мячей.
По итогам четвёртого раунда сборная Японии заняла промежуточное 1-е место в группе после победы над Южной Кореей со счётом 1:0. Однако команды, занимавшие места с 1-го по 5-е, всё ещё сохраняли к последнему туру шансы попасть на чемпионат мира; из борьбы выбыла только сборная КНДР. Сборную Японии устраивала победа с любым счётом, и в таком случае никакой результат в параллельном матче не помешал бы японцам попасть в финальный этап. Ничья же была допустимой только в случае потери очков Южной Кореей в матче с КНДР или Саудовской Аравией в матче с Ираном, причём саудовцы не должны были проиграть Ирану с разницей более чем в 4 мяча.

## Ход игры
Все три решающих матча стартовали в одно время 28 октября 1993 года в Дохе в 16:15 по местному времени: сборные Южной Кореи и КНДР, сборные Саудовской Аравии и Ирана, сборные Японии и Ирака начали свои встречи одновременно. Счёт в матче открыл уже на 5-й минуте японец Кадзуёси Миура, однако после перерыва на 54-й минуте Ради Шенайшил сравнял счёт. На 80-й минуте японцев вывел вперёд Масаси Накаяма, сделав счёт 2:1. К 90-й минуте матча японцев и иракцев уже поступили сведения, что Южная Корея победила со счётом 3:0 сборную КНДР, а Саудовская Аравия выиграла у Ирана 4:3. Это означало, что японцам нужно было удержать победу любой ценой.
Однако в компенсированное время иракский игрок Джаффар Омран Салман, вышедший на замену в перерыве, после подачи углового выиграл борьбу в воздухе и отправил второй мяч в сетку японских ворот, сравняв счёт и шокировав японскую сборную. Судья немедленно дал финальный свисток после этого гола, и тем самым на чемпионат мира отправились сборные Саудовской Аравии и Южной Кореи.

## Детали встречи
| Япония                                 | 2:2   | Ирак                                           |
| -------------------------------------- | ----- | ---------------------------------------------- |
| Кадзуёси Миура 5′ · Масаси Накаяма 80′ | Отчёт | Ради Шенайшил 54′ · Джаффар Омран Салман 90+1′ |

| Япония | Ирак |

| Япония:  |    |                    |     |     |
|          |    |                    |     |     |
| Вр       | 1  | Сигэтацу Мацунага  | 84' |     |
| Зщ       | 3  | Тосинобу Кацуя     | 10' |     |
| Зщ       | 4  | Такуми Хориикэ     |     |     |
| Зщ       | 5  | Тэцудзи Хасиратани |     |     |
| Зщ       | 7  | Масами Ихара       |     |     |
| Пз       | 10 | Руй Рамос          |     |     |
| Пз       | 15 | Мицунори Ёсида     |     |     |
| Пз       | 17 | Хадзимэ Мориясу    |     |     |
| Нп       | 11 | Кадзуёси Миура     |     |     |
| Нп       | 12 | Кэнта Хасэгава     |     | 59' |
| Нп       | 16 | Масаси Накаяма     |     | 80' |
| Замены:  |    |                    |     |     |
|          | 8  | Масахиро Фукуда    |     | 59' |
|          | 9  | Нобухиро Такэда    |     | 80' |
| Тренер:  |    |                    |     |     |
| Ханс Офт |    |                    |     |     |

| Ирак:     |    |                      |     |     |
|           |    |                      |     |     |
| Вр        | 21 | Ибрагим Салим Саад   |     |     |
| Зщ        | 2  | Самир Кадим          |     |     |
| Зщ        | 3  | Саад Абдул-Ахмед     | 80' |     |
| Зщ        | 4  | Ради Шенайшил        |     |     |
| Зщ        | 14 | Салим Хуссейн        |     |     |
| Пз        | 7  | Найем Садда Меншид   |     |     |
| Пз        | 12 | Мухаммед Яссим       |     | 46' |
| Пз        | 22 | Бассам Рауф Хамед    |     | 71' |
| Нп        | 8  | Ахмад Ради           | 23' |     |
| Нп        | 9  | Алаа Кадим           |     |     |
| Нп        | 17 | Лаит Хуссейн         |     |     |
| Замены:   |    |                      |     |     |
|           | 5  | Абдул-Джабар Хасим   |     | 71' |
|           | 16 | Джаффар Омран Салман |     | 46' |
| Тренер:   |    |                      |     |     |
| Аммо Баба |    |                      |     |     |

## Последствия

### Итоги турнира
Турнир завершился после пятого раунда, и таблица приобрела следующий вид:
| Команда           | О | И | В | Н | П | ЗГ | ПГ | РГ |
| ----------------- | - | - | - | - | - | -- | -- | -- |
| Саудовская Аравия | 7 | 5 | 2 | 3 | 0 | 8  | 6  | 2  |
| Республика Корея  | 6 | 5 | 2 | 2 | 1 | 9  | 4  | 5  |
| Япония            | 6 | 5 | 2 | 2 | 1 | 7  | 4  | 3  |
| Ирак              | 5 | 5 | 1 | 3 | 1 | 9  | 9  | 0  |
| Иран              | 4 | 5 | 2 | 0 | 3 | 8  | 11 | -3 |
| КНДР              | 2 | 5 | 1 | 0 | 4 | 5  | 12 | -7 |

Сборная Саудовской Аравии заняла первое место в группе, а сборная Японии проиграла вторую строчку Южной Корее за счёт худшей разницы забитых и пропущенных мячей: победа южных корейцев над северными сыграла решающую роль в распределении итоговых мест. Главный тренер сборной Японии Ханс Офт был уволен со своего поста, а в сборной завершили карьеру многие игроки, в том числе полузащитник бразильского происхождения Руй Рамос. Из того состава только Масаси Накаяма и Масами Ихара сыграли через 5 лет на чемпионате мира 1998 года.

### Дальнейшее влияние на футбол Японии
Несмотря на неудачу в Дохе, этот матч вдохновил японцев на дальнейшее продолжение борьбы за попадание на мировые первенства. В отборочном турнире к мундиалю 1998 года был изменён формат азиатского отбора: отныне матчи игрались в два круга по принципу «домашних» и «гостевых» встреч. В 1997 году сборные Японии и Ирана заняли вторые места в своих квалификационных группах к чемпионату мира и встретились в стыковом матче 16 ноября 1997 года в малайзийском городе Джохор-Бару: победитель матча получал единственную оставшуюся прямую путёвку от зоны АФК на чемпионат мира, а проигравшему предстояло играть в стыковых матчах против Австралии.
В отличие от встречи четырёхлетней давности, Япония проигрывала по ходу матча, но в самом конце второго тайма сравняла счёт, а в овертайме по правилу золотого гола выиграла со счётом 3:2 и попала на чемпионат мира. В прессе этот матч стал известен как «Радость Джохор-Бару» (яп. ジョホールバルの歓喜, Дзёхо:рубару но канки) по аналогии с «Агонией Дохи». С тех пор сборная Японии не пропускала ни одного чемпионата мира, в том числе выступив в 2002 году вместе с Южной Кореей на правах сборных стран-организаторов.

## В массовой культуре
- В манге и аниме-сериале Space Brothers дата рождения главного героя по имени Намба Мутта — 28 октября 1993 года, и именно этой датой он любит объяснять все свои неудачи.
- Словосочетанием «Агония Доха» в аниме-фильме Eureka Seven: Pocket Full Of Rainbows называют некий секретный эксперимент военных, который закончился трагически.